# Dymasius exilis
Dymasius exilis är en skalbaggsart som beskrevs av Holzschuh 1991. Dymasius exilis ingår i släktet Dymasius och familjen långhorningar. Inga underarter finns listade i Catalogue of Life.